# Ковель (станція)
Ко́вель (Ковель-Пасажирський) — позакласна вузлова дільнична залізнична станція Рівненської дирекції Львівської залізниці. Розташована в однойменному місті Волинської області.
Звідси відгалужуються залізничні колії до (за годинниковою стрілкою, зі сходу на захід):
- Каменя-Каширського
- Сарн, далі до Коростеня
- Ківерців, далі до Здолбунова
- Володимира, далі до Львова, Ізова
- Холма, далі до Любліна
- Берестя, далі до Білостока.

## Історія
Перша залізниця, що з'явилася на карті Волині, — Києво-Берестейська, яка була однією з перших залізниць Російської імперії побудована у 1870—1873 роках за кошти Товариства Києво-Берестейської залізниці. 1870 року Товариство придбало східну частину Києво-Балтської залізниці. Через вкладення коштів у цей проєкт трохи сповільнилося будівництво залізниці Київ — Берестя, проте вже 1 березня 1873 року був відкритий рух поїздів від Бердичева до Кривина, а 25 травня 1873 року — до Берестя та далі до Білостока й Граєво. Під час будівництва цієї лінії Товариство зазнало великих витрат, але уряд частково їх компенсував. Відтоді сільськогосподарські вантажі з Центральної і Південної України, ліс з українського та білоруського Полісся, сіль, будівельні матеріали через Волинь та Берестя везли до Прусії, в порти Кенігсберга,Піллау та Данцига. На території сучасної Волинської області ця лінія, минаючи Луцьк, пролягає через Цумань, Олику, Ківерці, Рожище, Переспу, Голоби, Ковель, Вижву, Кримне, Заболоття і є основною залізничною віссю області.
Станція Ковель побудована 1873 року коштом Києво-Берестейської залізниці. Її будівництво у російській імперії інтенсифікувалося після скасування кріпосного права, коли уряд вирішив впровадити будівництво залізниць не за рахунок казни, а силами акціонерних об'єднань. Саме їм був гарантований прибуток у 5,5 % на витрачений капітал — незалежно від рентабельності. Навіть державні залізниці і ті були продані акціонерним товариствам.
25 травня 1873 року розпочався регулярний рух поїздів через станцію Ковель. Одразу після запуску Києво–Берестейської залізниці в Ковелі починають діяти паровозне та вагонне депо, що зумовило економічний розвиток міста і збільшення кількості жителів. Кількість жителів міста з прокладанням залізниці зросла з 3646 осіб у 1863 році до 15116  осіб у 1893 році.
17 серпня 1877 року увійшла в експлуатацію Привіслянська залізниця, яка сполучила Ковель з прикордонним містом Млавою, біля Прусії, через Люблін та Варшаву.
За два десятиліття населення Ковеля збільшилося вп'ятеро. Потік пасажирів і товарів зростав, усе гострішою ставала потреба у новому вокзалі. За проєктування взявся майбутній автор київського вокзалу Олександр Вербицький, який здобув практичний досвід будівництва під час спорудження Київського оперного театру.
У 1902 році офіційно введена в експлуатацію Києво-Ковельська залізниця. Наразі найбільші станції цієї залізниці —  Чорторийськ, Маневичі, Повурськ.
У 1907 році споруджено новий залізничний вокзал за проєктом відомого архітектора Олександра Вербицького. Будівля розташовувалася на висоті другого поверху, мала зали для пасажирів 1-го, 2-го і 3-го класів. Станцію Ковель вважалася однією з шести найкращих у царській Росії. Для вокзалу характерні риси модерну — популярного стилю будівництва тих часів. Цей вокзал пережив Першу світову війну, міжвоєнний час. Не витримала будівля вокзалу перипетій Другої світової війни.
1908 року на мапі Волині виникла нова гілка: Ковель — Володимир-Волинський, що пролягла через Турійськ та Іваничі.
1939 року, коли Волинь увійшла до складу СРСР, була сформована Ковельська залізниця. Одразу ж почалася підготовка до обслуговування військових цілей. Стратегічним став відрізок колії Сарни — Ковель, за який тривали запеклі бої. У результаті залізниця зазнала нищівних ударів. Особливо постраждала станція Ковель, бомби понищили залізничне полотно, побили вагони та паровози.
Вранці 4 червня 1944 року за Ковелем відбувся єдиний лобовий бій бронепоїздів Другої світової війни, в якому брали участь легендарний «Ілля Муромець» та німецький «Адольф Гітлер». Дуель вийшла стрімкою, противники, виявивши один одного, майже одночасно дали залп, але якщо артилеристи «Іллі Муромця» накрили ворога з першого пострілу, то снаряди ворога лягли повз ціль. «Катюші» «Іллі Муромця» завершили розгром ворожого бронепоїзда, а після захоплення міста, переможці виявили останки спотвореної машини ворога.

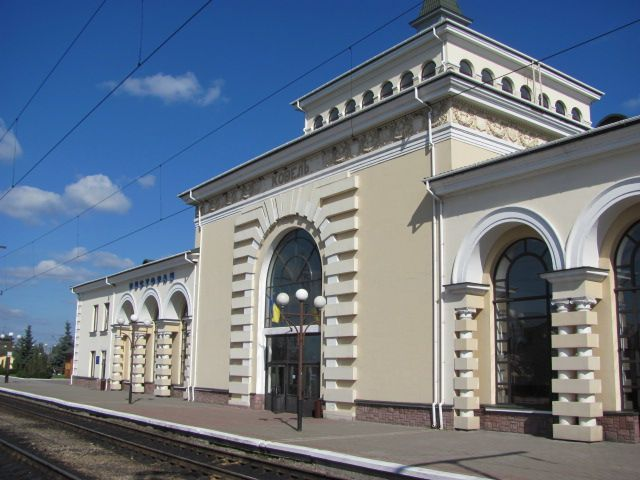
Вокзал станції Ковель

Подарунок фронту від муромських жителів — бронепоїзд «Ілля Муромець» почав війну із загарбниками на початку 1942 року на Брянському фронті. Він був озброєний важкими гарматами, скорострільними зенітними гарматами, кулеметами і реактивними мінометами «Катюша» (вперше в історії бронепоїздів) і за одну хвилину вражав площу 400х400 метрів гарматним вогнем.
У квітні 1942 року бронепоїзд «Ілля Муромець» прийняв перший бій біля станції Виползово. А трохи пізніше брав участь у нальоті на захоплений фашистами Мценськ з наказом паралізувати роботу станції, де в цей момент йшло інтенсивне розвантаження ешелонів. Після виконання завдань у німецькому тилу бронепоїзд повернувся без втрат.
Гітлерівська авіація вистежувала бронепоїзд в дорозі і на станціях. 12 травня 1942 року змогла пошкодити штабний вагон, в якому загинули командир 31-го дивізіону бронепоїздів майор Грушелевський Я. С., начальник штабу дивізіону старший лейтенант Писемський С. В., кореспондент газети «Гудок» Букаєв О. С.
Велику війну «залізничний бог» закінчив у Франкфурті-на-Одері, зробивши понад 160 вогневих нальотів, під час яких знищив 14 гармат і мінометних батарей, 36 вогневих точок противника, 875 солдатів і офіцерів, збив 7 літаків і розгромив незліченну безліч ворожих ешелонів і товарних поїздів. Після війни за бойові заслуги 31-й окремий особливий Горьківський дивізіон бронепоїздів, до якого входив бронепоїзд «Ілля Муромець», був нагороджений орденом Олександра Невського. У 1971 році бронепоїзд «Ілля Муромець» знайшов вічну стоянку у своєму рідному Муромі.
У 1943 року вокзал станції Ковель був зруйнований. Нову будівлю, яка й існує досі, відновлена  вже 1951 року.
Післявоєнне відродження залізниці було тяжким, але швидким — у 1950 році на Ковельській залізниці вже курсувало 33,5 пар поїздів, із яких прямого сполучення — 5,5 пар, місцевого — 2 пари, приміського — 26 пар. Для порівняння: на початку 1950-х років у Волинській області існувало лише 6 регулярних автобусних маршрутів: Луцьк — Володимир, Луцьк — Берестечко, Луцьк — Ратне, Луцьк — Ківерці, Луцьк — Київ і Луцьк — Львів.
1953 року Ковельська залізниця увійшла до складу Львівської залізниці.
У 1961 році між Львовом і Ковелем був запущений перший і єдиний на той час в Україні пасажирський поїзд з двоповерховими вагонами, що були розроблені спеціально для СРСР у 1959 році та виготовлялися у Німецькій Демократичній Республіці на вагонобудівному заводі «Аммендорф» в Герліці. Ці вагони були передані тодішньому Радянському Союзу в якості репарації та компенсації за нанесену державі руйнування під час війни. Двоповерховий поїзд на маршруті Ковель — Львів курсував протягом 15 років. З часом, через технічний знос та зміни в потребах пасажирських перевезень, він був знятий з експлуатації. 
1972 року з Ковельського залізничного вокзалу вперше вирушив за межі державного кордону поїзд сполученням Ковель — Москва. Ця подія стала початком розбудови Ковельського залізничного вузла.

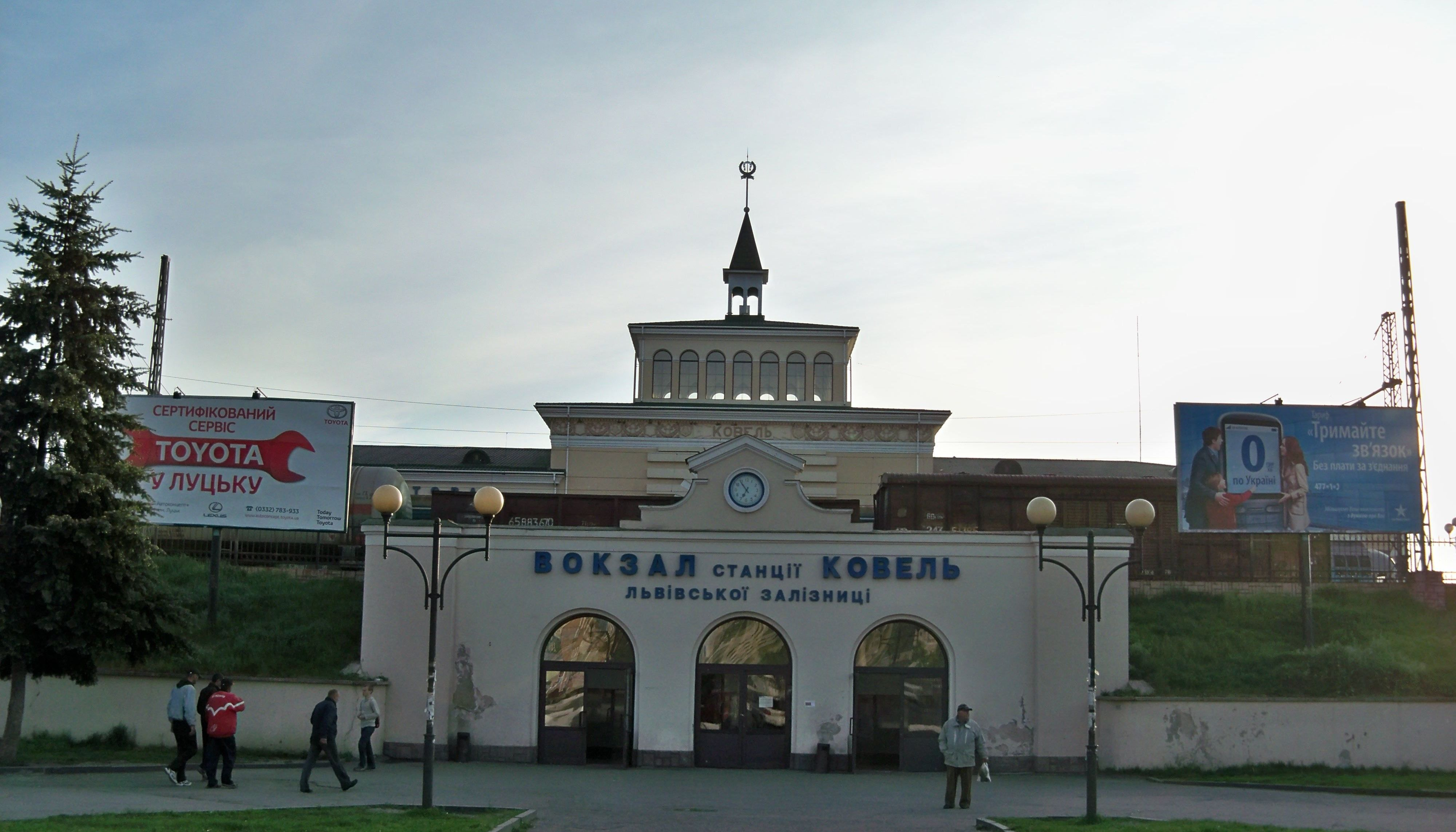
Привокзальна площа
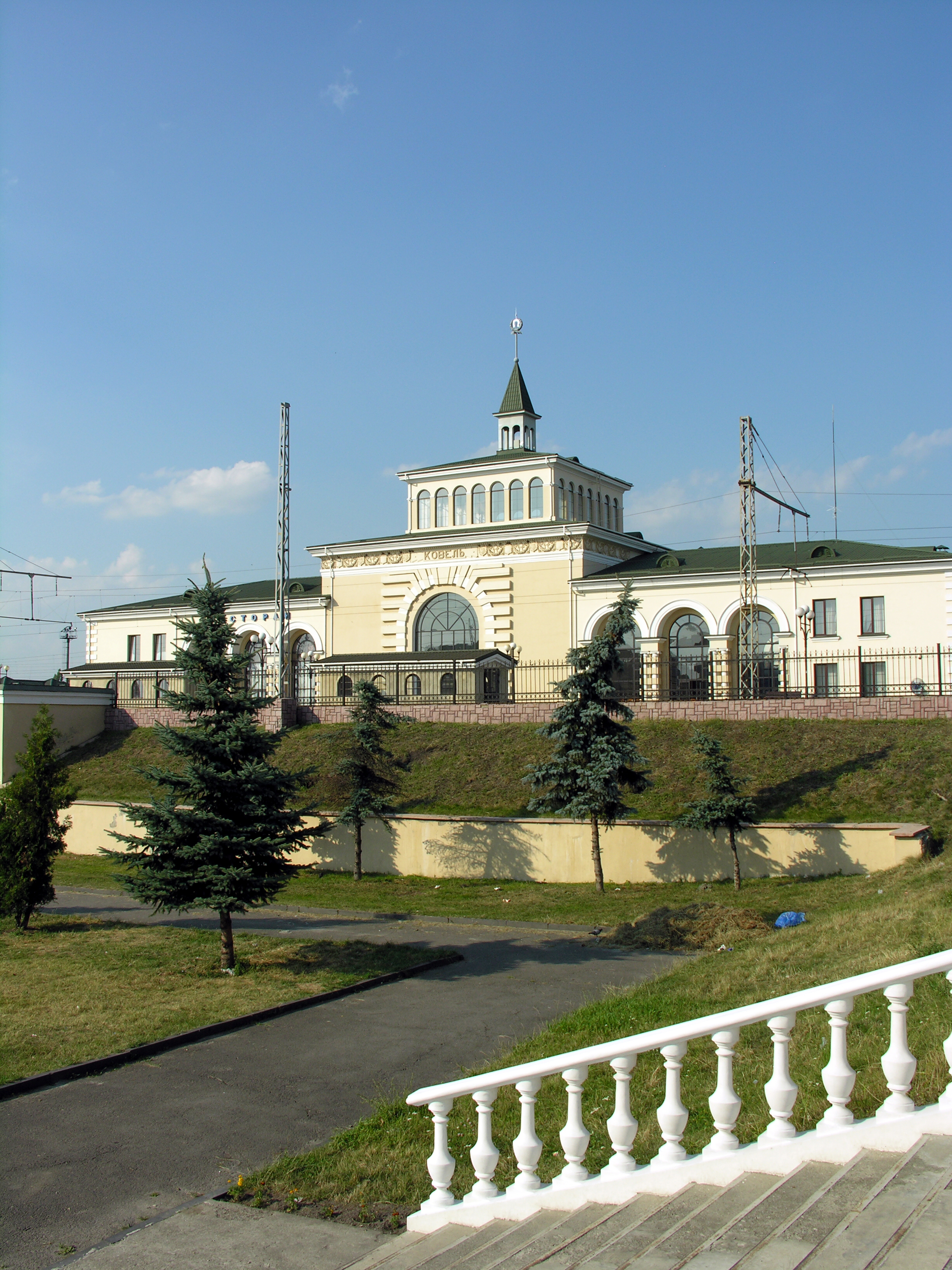
Залізничний вокзал
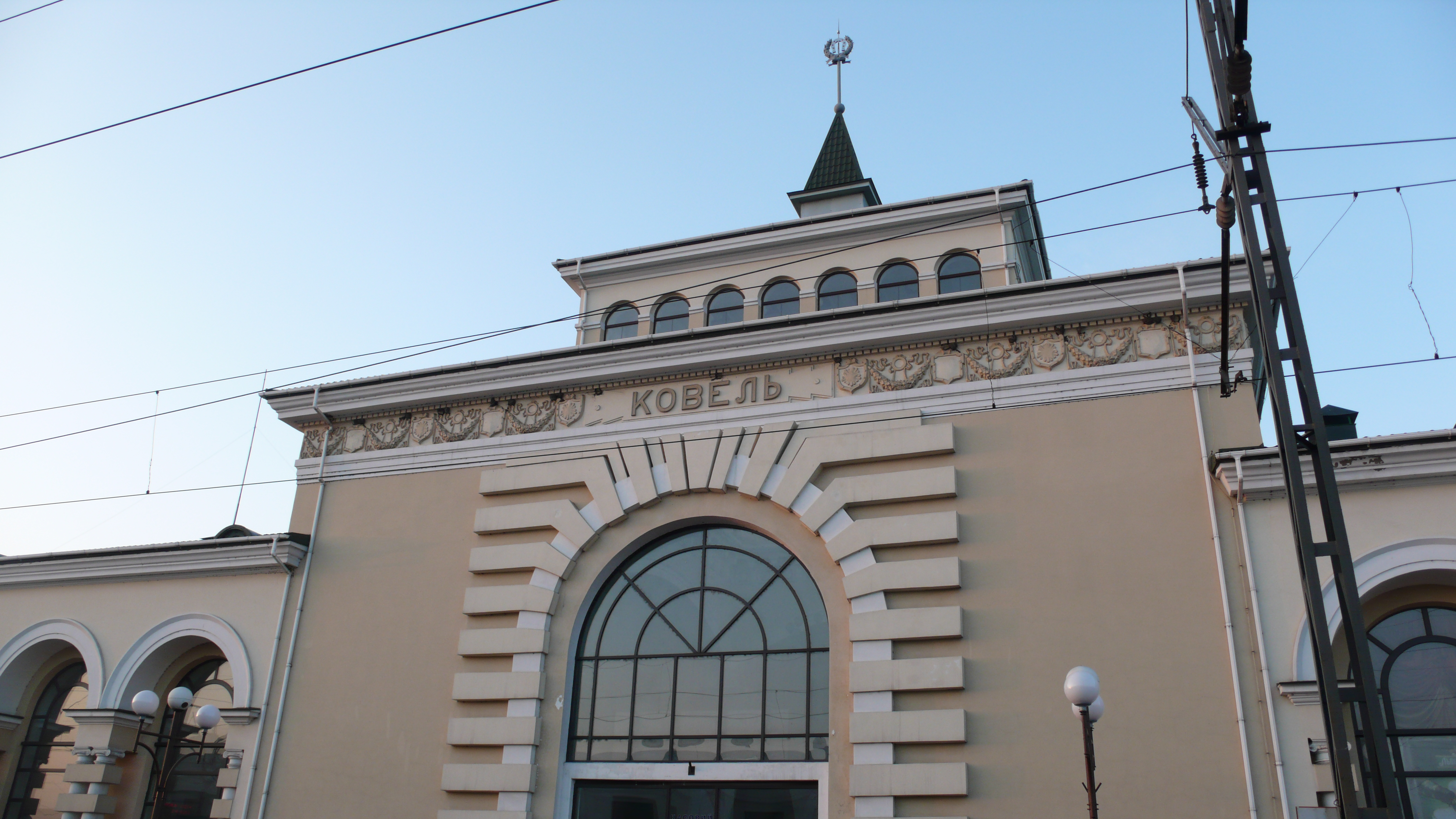
Фрагмент будівлі вокзалу
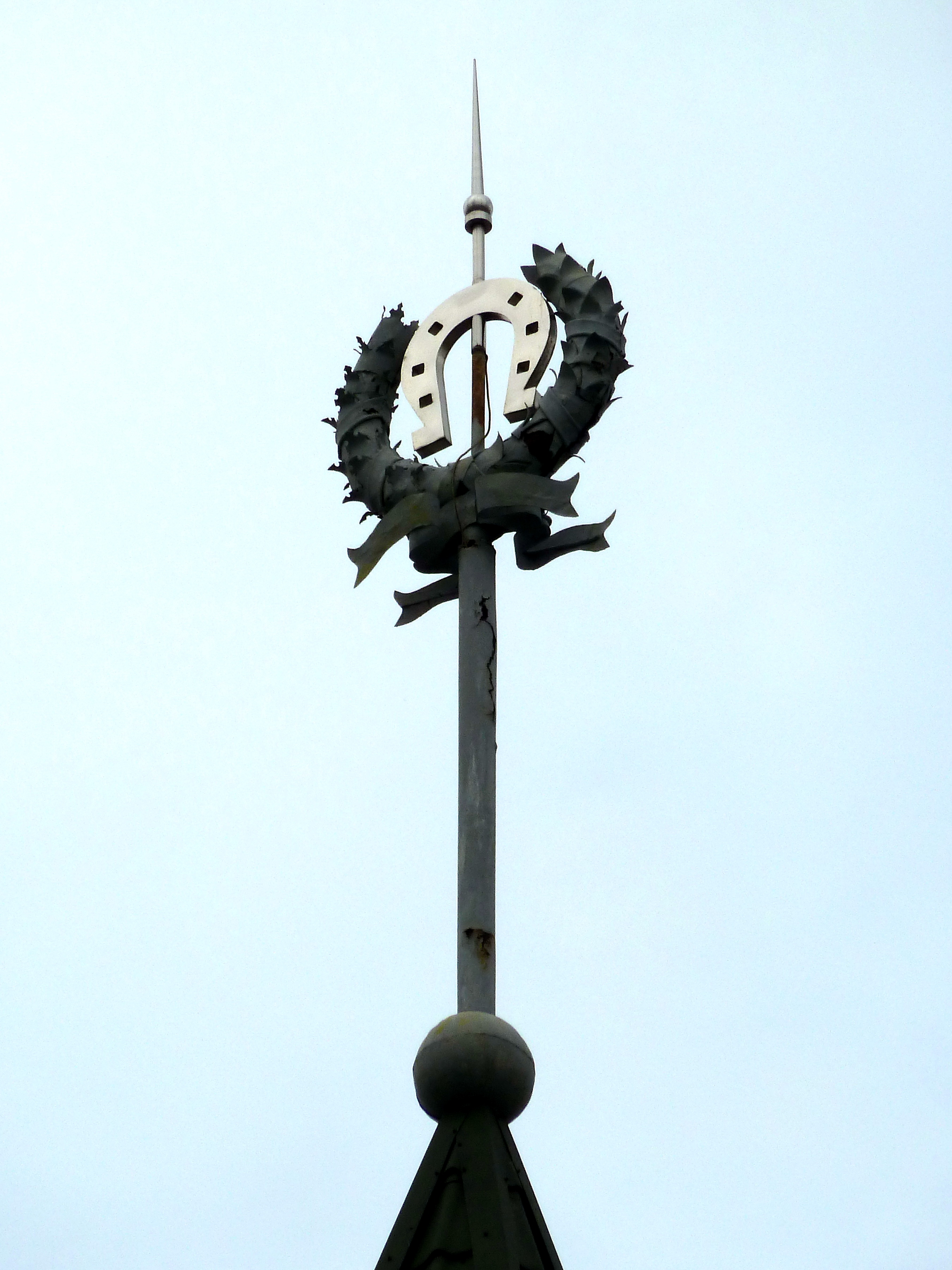
Герб Ковеля на шпилі вокзалу

2013 року відзначена історична подія, саме 140 років тому на станцію Ковель прибув перший поїзд. До пам'ятної дати у Ковелі відреставрували і своєрідний символ міста — легендарний паровоз Су-253-25 на Привокзальній площі.
19 лютого 2023 року, близько 02:00, на станції Ковель зійшов з колії тепловоз М62м-1225-2, що прямував з поїздом № 67 сполученням Київ — Варшава у бік Польщі, пройшовши залізничний міст через річку Турію та приблизно через 200 м після мосту зійшов з колії. Локомотив завалився під кутом 45°. Перший вагон також нахилився, але його утримала електрична опора. За висновками «Укртрансбезпеки» причиною аварії стало — наїзд правим колесом першої колісної пари на перешкоду (сторонній металевий предмет) під час проходження стрілочного переводу, викочування гребня правого колеса першої колісної пари на головку рейки колійного вплетіння № 2 з наступним скочуванням лівого колеса у середину колії станції Ковель.

## Інфраструктурний проєкт
«Укрзалізниця» планує залучити до реконструкції споруд залізниці з електрифікацією ділянки Ковель — Ізов — Державний кордон (з Польщею) разом із регіональною філією «Львівська залізниця» та ТОВ ПКП «Металургійна ширококолійна лінія» (LHS). На цю ділянку, яка зараз експлуатується на тепловозній тязі, припадає 90 % залізничних перевезень між Україною та Польщею. Завдяки електрифікації потік вантажів на цьому напрямку стане більш інтенсивним та зменшаться експлуатаційні витрати і спроститься технологія організації руху вантажних потягів.
7 квітня 2017 року підписаний меморандум про взаєморозуміння про втілення даного проекту.

## Пасажирське сполучення
Пасажирське сполучення Волині з областями Україною та світом донедавна постійно покращувалося. Декілька десятиліть з Волині вирушають фірмові пасажирські поїзди:
- «Світязь» сполученням Ковель — Київ;
- «Голубі озера» сполученням Ковель — Одеса;
- «Лісова пісня» сполученням Ковель — Запоріжжя (до 2014 року — до станції Сімферополь, до лютого 2022 року — до станції Новоолексіївка);
- «Волинь» сполученням Ковель — Москва (з 2014 року — вагони безпересадкового сполучення у складі поїзда № 74/73 Львів — Москва, з 20 травня 2019 року — скасовані).

У складі поїзда Ковель — Київ деякий час курсував вагон безпересадкового сполучення Ковель — Кисловодськ. У 1990-х роках курсували поїзд Ковель — Черкаси, до середині 2000-х років поїзд сполученням Ковель — Суми. Згодом швидкість поїздів почала знижуватися, а деякі рейси скасовувалися через фінансоване зубожіння.

### Сьогодення
Станція є кінцевою майже для усіх пасажирських поїздів, за винятком лише пасажирського поїзда № 142/141 сполученням Львів — Бахмут. Поїзд міжнародного сполучення Здолбунів — Холм тимчасово скасований з березня 2020 року через карантинні обмеження щодо нерозповсюдження захворюваності спричиненою COVID-19.
Пасажирські поїзди далекого сполучення від станції Ковель курсують до Києва, Львова, Луцька, Рівного, Здолбунова, Варшави-Західної, Холма (Польща), Коростеня, Козятина, Бердичева, Вінниці, Одеси, Дніпра, Запоріжжя, Харкова тощо.
| Рух пасажирських поїздів далекого сполучення по станції Ковель |                     |                        |                            | |
| №                                                              | Назва               | Маршрут сполучення     | Формування залізниці       | Примітка |
| 19/20                                                          |                     | Київ — Холм            | Південно-Західна залізниця | |
| 23/24                                                          |                     | Київ — Холм            | Південно-Західна залізниця | |
| 67/68                                                          | «Київ-Експрес»      | Київ — Варшава-Західна | Південно-Західна залізниця | |
| 78/77                                                          | «Голубі озера»      | Ковель — Одеса         | Львівська залізниця        | До 8 грудня 2018 року курсував під № 84/83, до 12 грудня 2021 року курсував під № 57/58                                                                           |
| 88/87                                                          | «Лісова пісня»      | Ковель — Запоріжжя     | Львівська залізниця        | До 26 грудня 2014 року курсував до станції Сімферополь. До 25 лютого 2022 року курсував до станції Новоолексіївка.                                                |
| 93/94                                                          |                     | Харків — Холм          | Південна залізниця         | |
| 98/97                                                          | «Світязь»           | Ковель — Київ          | Львівська залізниця        | |
| 114/113                                                        |                     | Львів — Харків         | Львівська область          | Призначений з 1 лютого 2023 року. |
| 119/120                                                        |                     | Дніпро — Холм          | Придніпровська залізниця   | |
| 198/197                                                        |                     | Ковель — Київ          | Львівська залізниця        | За вказівкою, курсує складом поїзда № 97/98 |
| 202/201                                                        |                     | Ковель — Київ          | Львівська залізниця        | За вказівкою |
| 233/234                                                        |                     | Ковель — Рахів         | Львівська залізниця        | Призначений з 15 грудня 2024 року, через день |
| 367/368                                                        |                     | Ковель — Ужгород       | Львівська залізниця        | Щоденно. Призначений з 18 листопада 2022 року, раніше курсував під № 265/266                                                                                      |
| Скасовані поїзди                                               |                     |                        |                            | |
| 78/77                                                          | «Волинь»            | Ковель — Москва        | Львівська залізниця        | Скасований з 19 травня 2019 року |
| 128/127                                                        |                     | Ковель — Харків        | Львівська залізниця        | Тимчасово скасовано через пандемію COVID-19 |
| 132/131                                                        |                     | Львів — Дніпро         | Львівська залізниця        | Скасований у 2024 році. |
| 142/141                                                        | «Галичина»          | Львів — Бахмут         | Львівська залізниця        | Скасований |
| 188/187                                                        |                     | Ковель — Миколаїв      | Львівська залізниця        | За вказівкою |
| 268/267                                                        |                     | Ковель — Київ          | Львівська залізниця        | Щоденно з 8 грудня 2019 року, тимчасово скасовано через пандемію COVID-19                                                                                         |
| 291/294                                                        |                     | Одеса — Ковель         | Львівська залізниця        | За вказівкою, складом поїзда № 97/98 |
| 667/668                                                        |                     | Ковель — Чернівці      | Львівська залізниця        | Тимчасово скасовано через пандемію COVID-19 |
| 702/701                                                        | Регіональний поїзд  | Ковель — Чернівці      | Львівська залізниця        | Курсував у 2017 році, нині скорочений до Львова |
| 704/703                                                        | Регіональний поїзд  | Ковель — Львів         | Львівська залізниця        | Скасований |
| 751/752                                                        |                     | Здолбунів — Холм       | Львівська залізниця        | З 24 серпня 2017 року маршрут подовжено до станції Здолбунів, з 9 червня 2019 року маршрут руху скорочений до станції Дорогуськ. З 18 червня 2019 року скасований |
| 753/754                                                        |                     | Ковель — Холм          | Львівська залізниця        | Скасований з 25 березня2018 року |
| 768/767                                                        | «Столичний експрес» | Ковель — Київ          | Південно-Західна залізниця | Скорочений до Луцька, згодом — скасований |
| 792/791                                                        | «Інтерсіті»         | Ковель — Тернопіль     | Львівська залізниця        | Курсував з 6 березня 2015 по 9 грудня 2017 року |

Приміське сполучення:
| Приміські поїзди            |                            | |
| №                           | Маршрут сполучення         | Примітки |
| 6081/6082                   | Ковель — Вижва             | З 9 грудня 2019 року прямує до Вижви, а далі до Хотислава рейсом № 6309/6316, а з 15 березня 2020 року лише до Заболоття. Тимчасово скасований через пандемію COVID-19                                                                                                   |
| 6301/6304 6305/6308         | Ковель — Ізов              | Тимчасово скасований через пандемію COVID-19 |
| 6303/6306 6307/6302         | Ковель — Шептицький        | Тимчасово скасований через пандемію COVID-19 |
| 6301/6302 6305/6306         | Ковель — Ізов — Шептицький | |
| 6310/6315                   | Ковель — Хотислав          | Іноді скорочувався маршрут руху до станції Заболоття, а з 15 березня 2020 року лише до Заболоття. Тимчасово скасовувався через пандемію COVID-19. З 12 грудня 2021 року відновлювалося курсування приміського поїзда № 6315/6310 до станції Хотислав. Наразі скасований. |
| 6311/6312 6313/6314         | Ковель — Заболоття         | Скасований. |
| 6319/6320 6393/6394 967/968 | Ковель — Сарни             | Поїзд № 6319/6320 курсував лише до станції Маневичі в період з 1 червня до 19 липня 2020 року. Тимчасово скасований через пандемію COVID-19. |
| 6319/6322                   | Ковель — Сарни             | |
| 961/962                     | Ковель — Камінь-Каширський | Скасований з 10 квітня 2018 року |
| 963/964                     | Ковель — Маневичі          | До 7 грудня 2019 року прямував до станції Сарни, з 1 січня по 1 лютого 2020 року до станції Рафалівка |

З актуальним розкладом руху пасажирських поїздів є можливість подивитися у розділі «Оn-line резервування та придбання квитків» на офіційному вебсайті «Укрзалізниця».
З 6 березня 2015 року завдяки регіональному поїзду Ковель — Тернопіль відбувалося пряме сполучення з Дубном, Радивиловом, Бродами, Красним, Злочівом, Тернополем. З грудня 2017 року поїзд скасований через те, що більшість пасажирів користуваливалися автобусними маршрутами.
З 12 червня 2017 року призначався щоденний міжнародний поїзд сполученням Ковель — Холм із нагоди введення безвізового режиму з ЄС складом двохвагонного рейкового автобуса PESA 630М 2-го класу на 187 місць. Продаж квитків проводиться у міжнародних залізничних касах. Вартість проїзду у сполученні Ковель — Холм становила на той час близько 200 гривень, залежно від курсу валюти на день придбання квитка. Графік руху поїзда № 751/752 Ковель — Холм узгоджений для пересадки пасажирів, які подорожують поїздом № 58/57 Одеса — Ковель в обидві сторони. З 25 березня 2018 року призначався поїзд № 753/754 Здолбунів — Холм (наразі скасований).

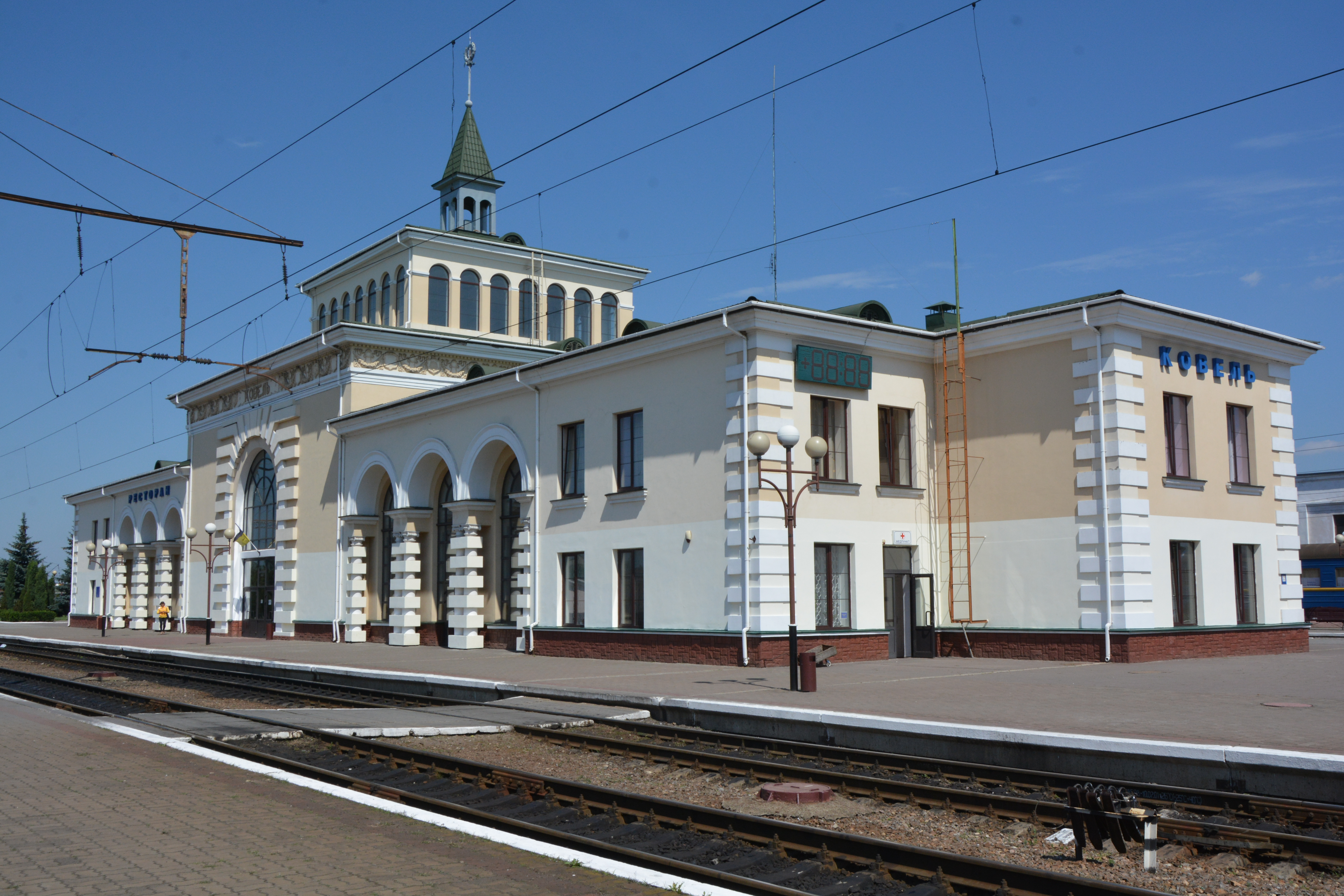
Перон вокзалу
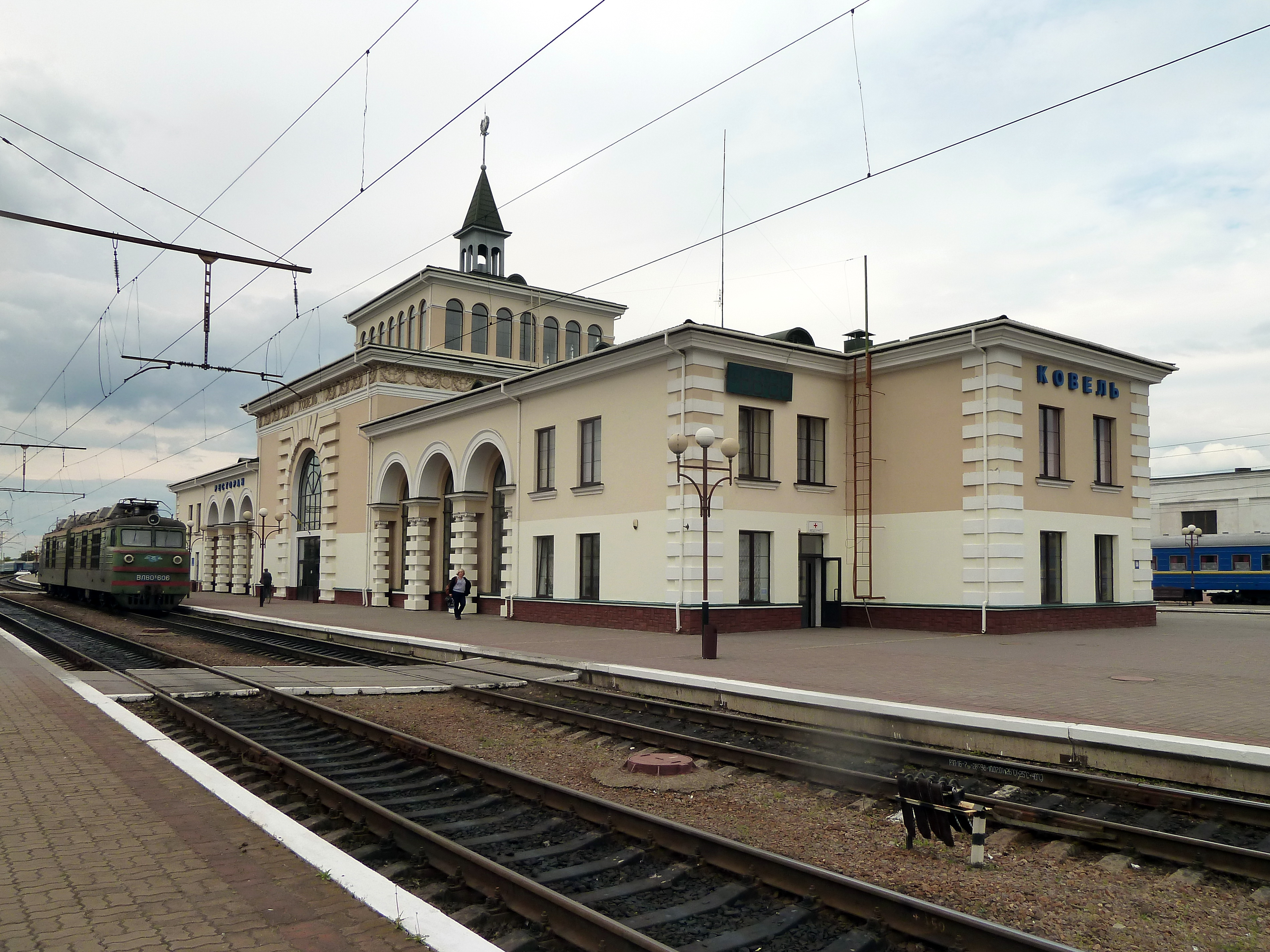
Вигляд від перону
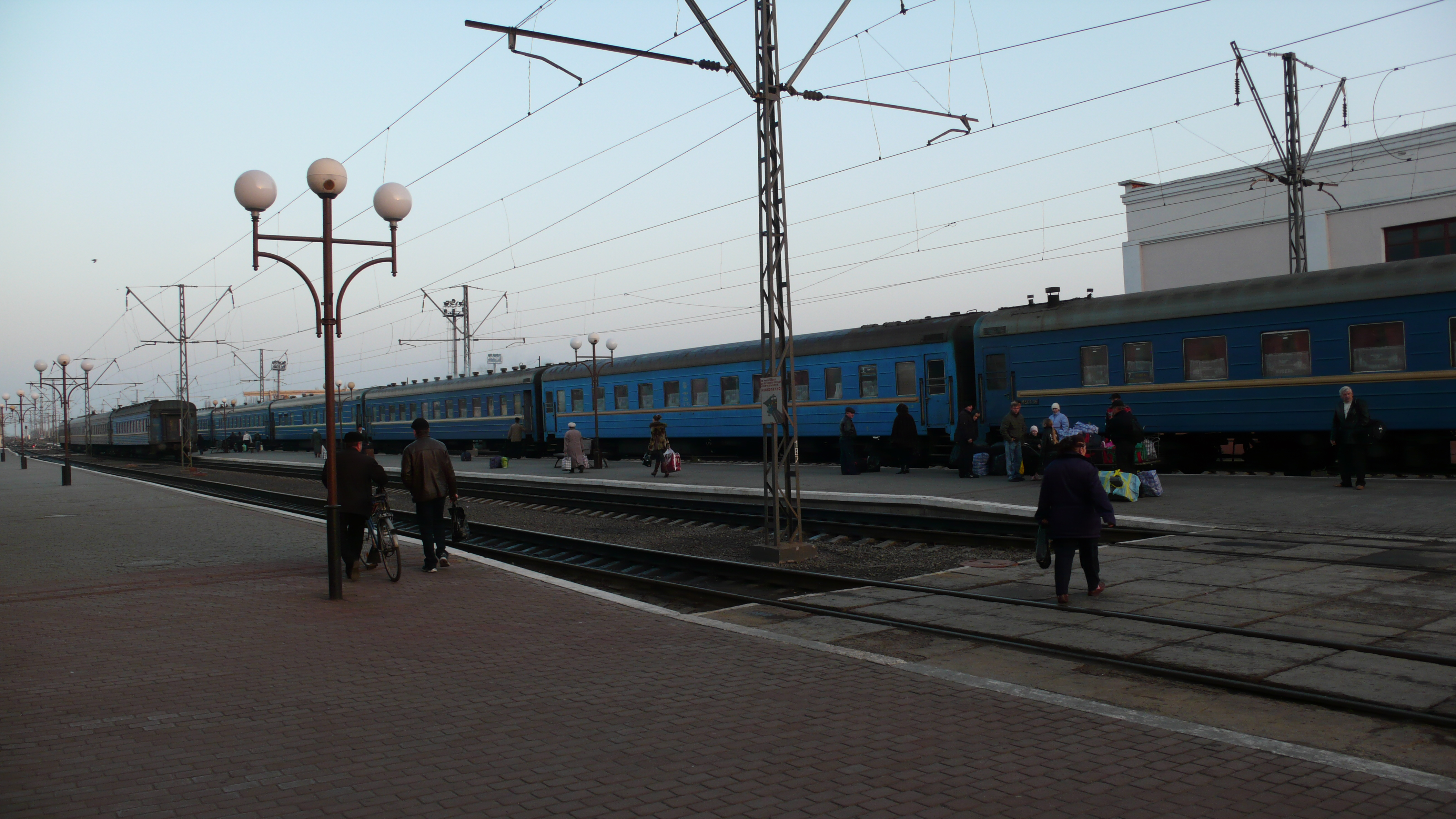
Поїзди на станції Ковель
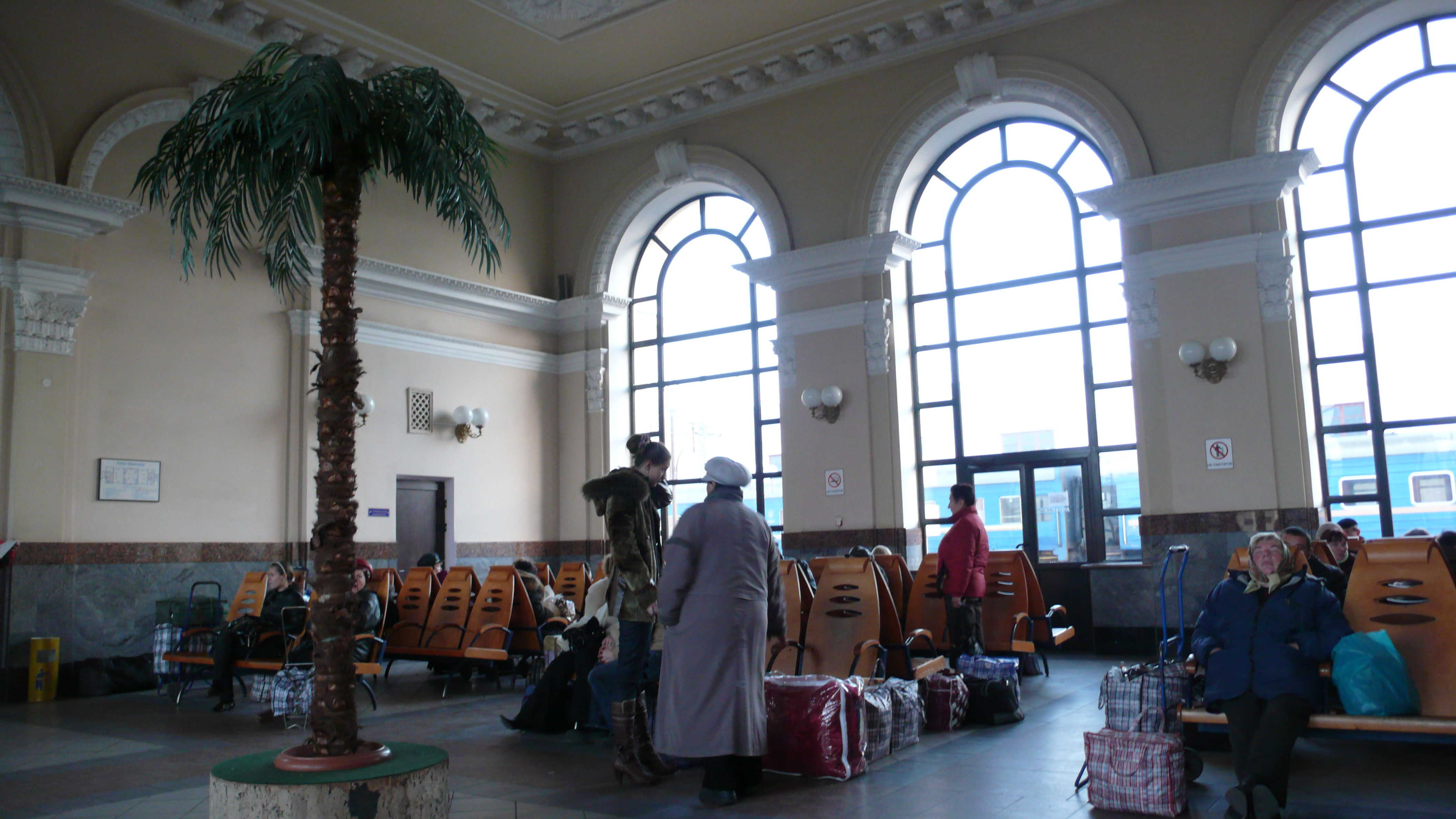
Зал чекання вокзалу

З 12 жовтня 2017 року призначався нічний швидкий поїзд № 127/128 сполученням Ковель — Харків.
З 29 січня 2022 року змінено розклад руху приміського поїзда № 6374 Ковель — Ягодин — Ковель, з метою узгодженої та зручної пересадки пасажирів по станції Ковель на приміський поїзд сполученням Ковель — Ізов.

## Галерея

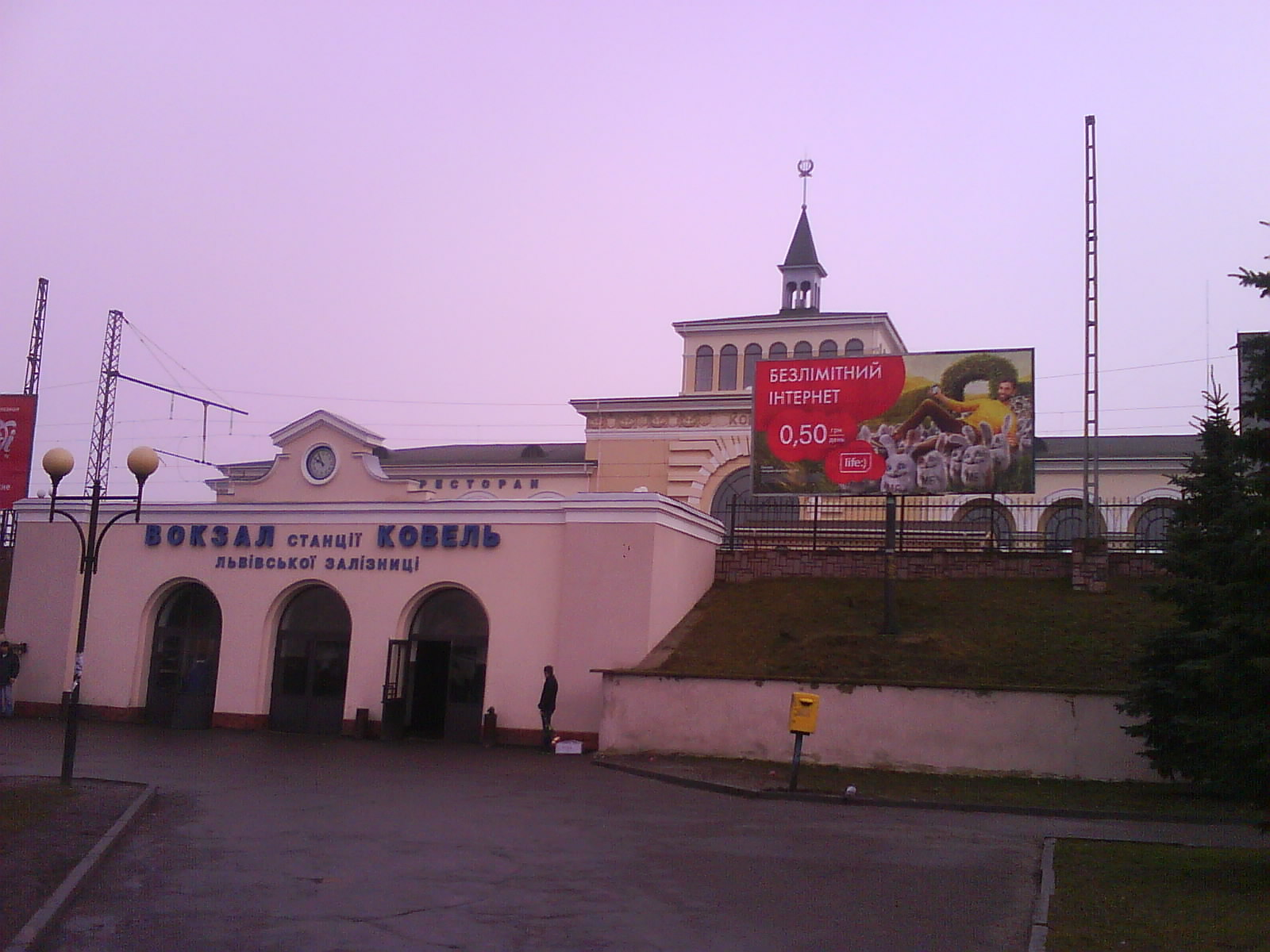
Панорама вокзалу
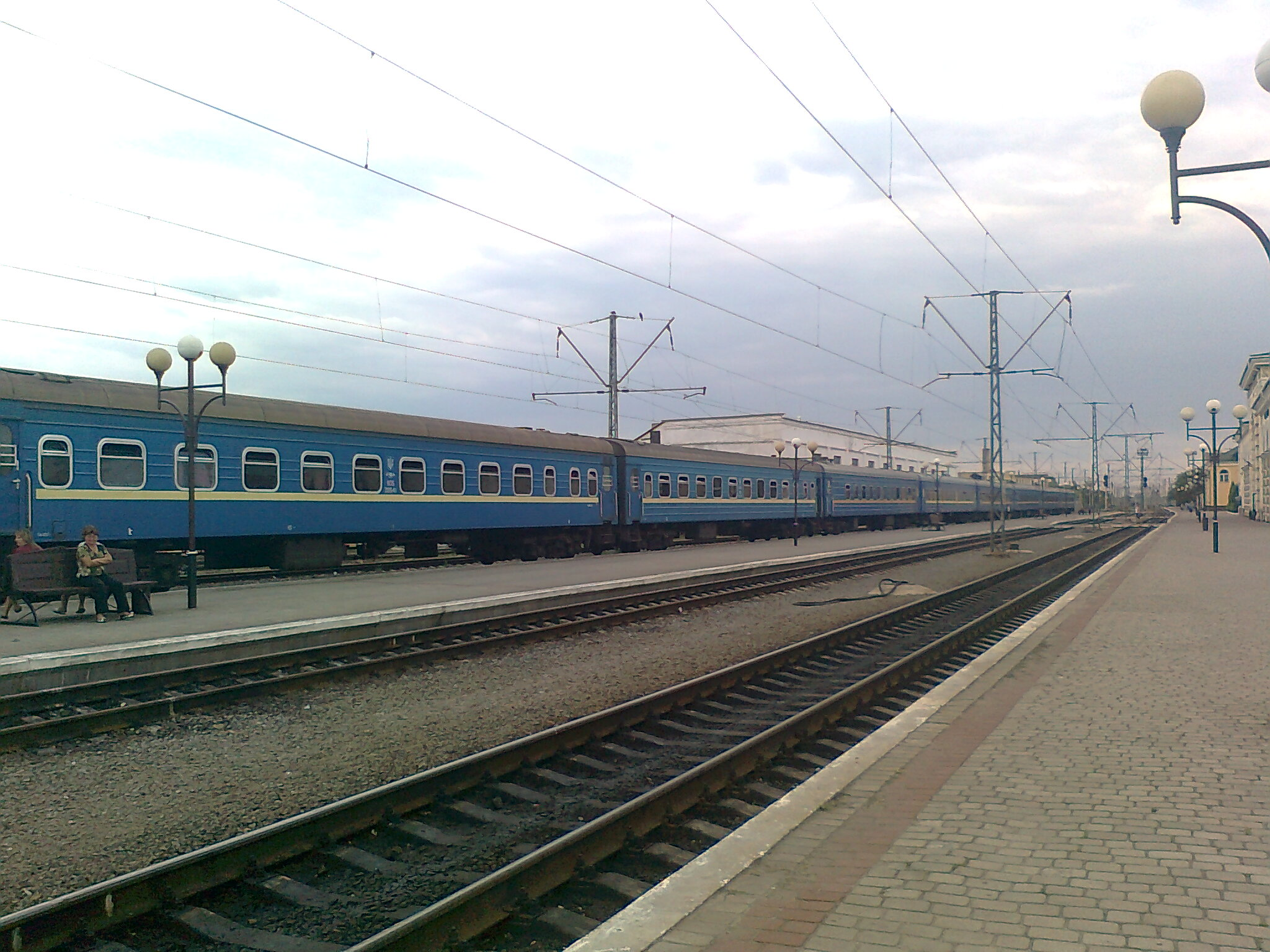
Фірмовий пасажирський поїзд «Світязь»
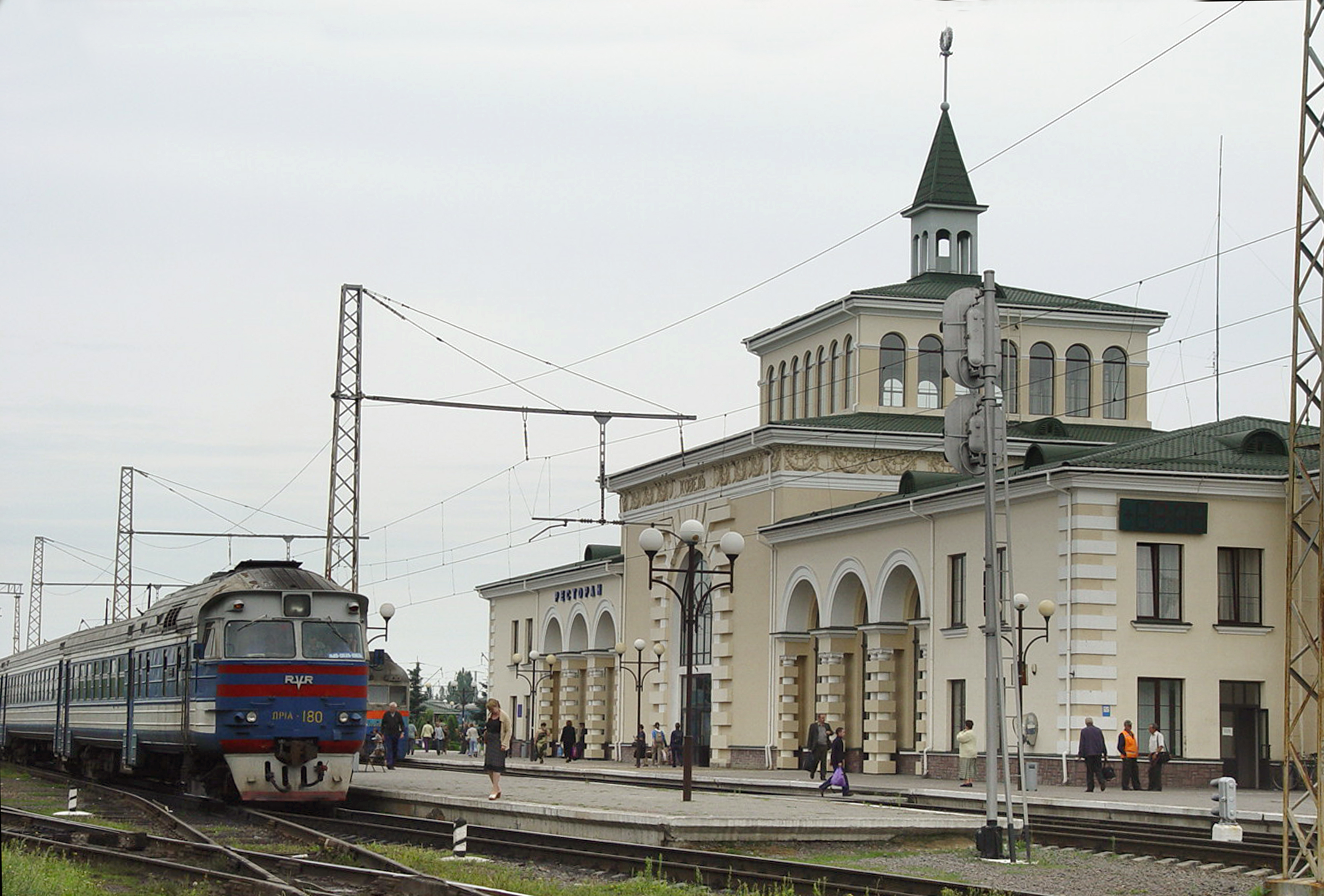
Вигляд з перону
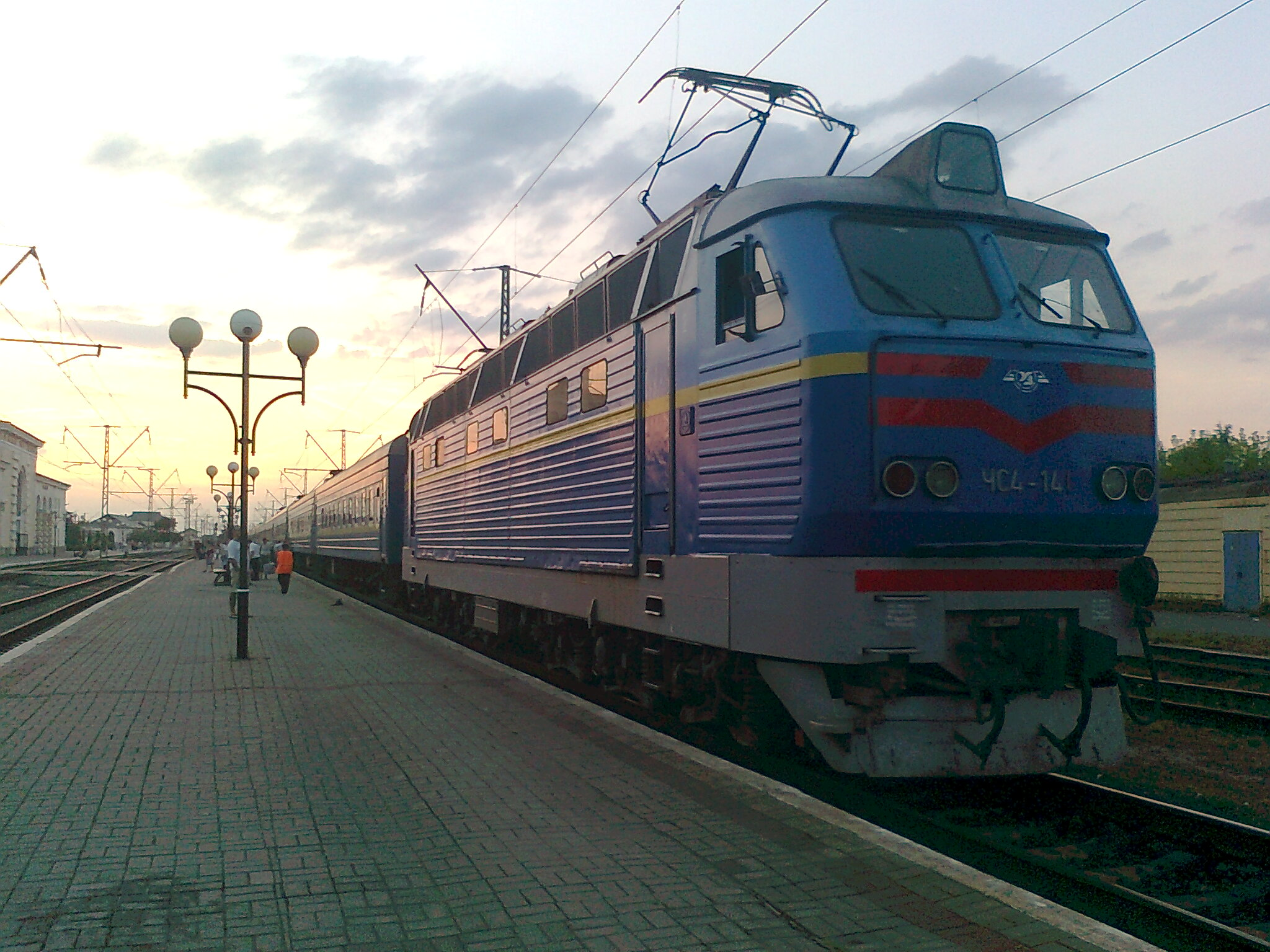
ЧС4-141 із поїздом на станції Ковель